# Jill Sobule

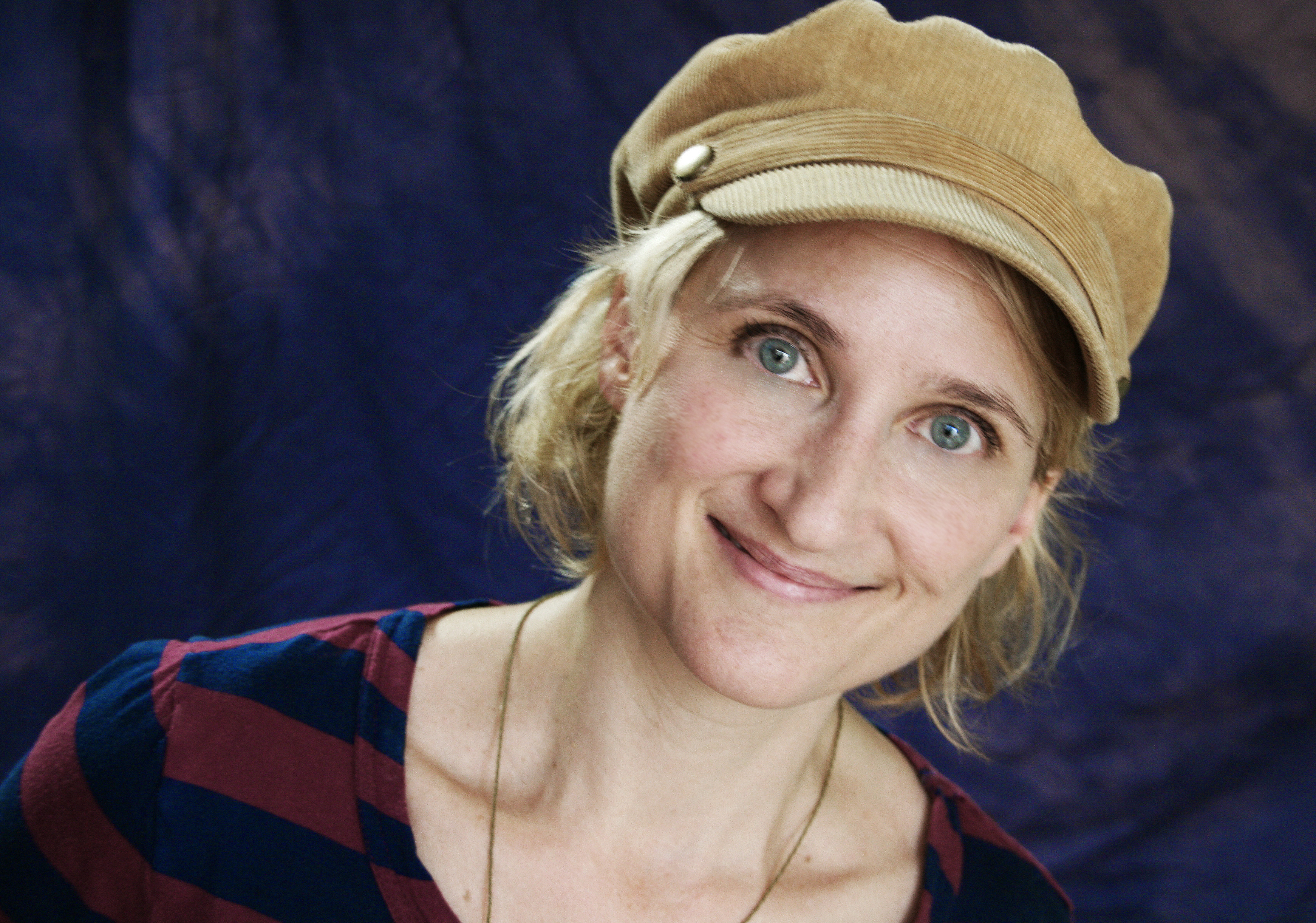
Jill Sobule (2009)

Jill Sobule (* 16. Januar 1959 in Denver, Colorado; † 1. Mai 2025 in Woodbury, Minnesota) war eine US-amerikanische Sängerin und Songwriterin. Ihre bekanntesten Songs sind der Radio-Hit I Kissed a Girl und Supermodel aus dem Soundtrack zum Film Clueless – Was sonst!

## Leben

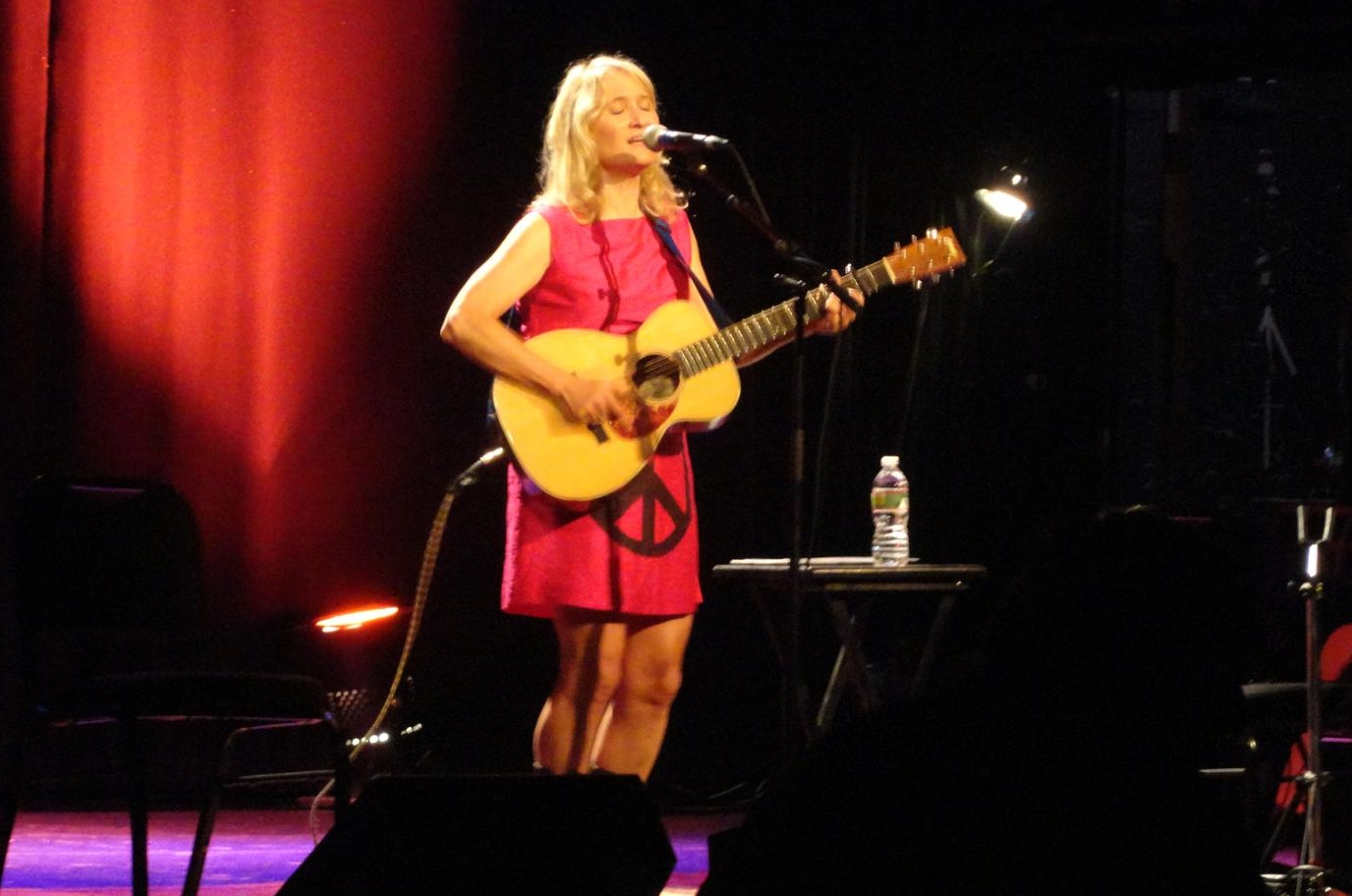
Jill Sobule (2013)

Das Debüt-Album Things Here Are Different erschien 1990. In den folgenden sechzehn Jahren veröffentlichte sie fünf weitere Alben, drei EPs und ein Greatest-Hits-Album. Trotz guter Kritiken kam sie nie über den Status eines Insider-Tipps hinaus.
Im Jahre 2000 spielte Sobule in der kurzlebigen Band The Negatives von Lloyd Cole, mit der sie ein Album einspielte.
2004 spielte sie eine der fünf Hauptrollen in dem Film Mind The Gap. Außerdem hatte sie einen Gastauftritt in der Fernsehserie The West Wing – Im Zentrum der Macht.
Jill Sobule starb Anfang Mai 2025 im Alter von 66 Jahren bei einem Wohnungsbrand in Woodbury, Minnesota.

## Stil
Sobule kombinierte virtuoses Gitarrenspiel mit teils ironischen, teils autobiografisch angehauchten Texten, in denen es zum Beispiel um Homosexualität (I Kissed A Girl), Magersucht (Supermodel und Lucy at the Gym) oder die Beziehung zwischen Christen und Juden (Jesus was a Dreidel Spinner) geht.

## Diskografie
Studioalben
- 1990: Things Here Are Different
- 1995: Jill Sobule
- 1997: Happy Town
- 2000: Pink Pearl
- 2000: The Negatives (mit Lloyd Cole & The Negatives)
- 2004: Underdog Victorious
- 2009: California Years
- 2014: Dottie’s Charms
- 2018: Nostalgia Kills
- 2025: Fuck 7th Grade

EPs
- 2000: It’s the Thought That Counts
- 2001: Be Mine... Please
- 2004: The Folk Years 2003–2003

Kompilationen
- 2001: I Never Learned To Swim: Jill Sobule 1990–2000

Singles
- 1990: Too Cool to Fall in Love
- 1990: Living Color
- 1995: I Kissed a Girl
- 1996: Good Person Inside (Radio Version)
- 1996: Supermodel (Radio Remix)
- 1997: Bitter (PG-13 Edit)
- 1997: When My Ship Comes In
- 2000: One of These Days (Radio Version)
- 2000: Rainy Day Parade
- 2001: Stoned Soul Picnic
- 2004: Cinnamon Park (PG Edit)
- 2019: Gulliver’s Travels
- 2025: Underdog Victorious

Beiträge für Soundtracks
- 1995: Supermodel aus Clueless – Was sonst!
- 1996: Where Do I Begin aus The Truth About Cats & Dogs
- 1996: Truth Is You Lied aus Grace of My Heart
- 1996: The Secretive Life aus Harriet the Spy
- 1999: Rainy Day Parade aus Mystery Men
- 2003: Tel Aviv, Nothing Natural, Bitter, Somewhere in New Mexico, Freshmen und Vrbana Bridge aus Mind The Gap
- 2005: Love Is Never Equal aus Jenny McCarthys Dirty Love

Daneben bietet Jill Sobule auf ihrer Webseite verschiedene Songs zum kostenlosen Download an. Darunter befindet sich auch ein 1½-stündiges Livekonzert vom 7. und 8. Juli 2007.

## Sonstiges
Für die Produktionskosten eines neuen Studioalbums hatte Jill Sobule in den ersten Wochen des Jahres 2008 über ihre Webseite Spenden ihrer Fans gesammelt. Die nötigen Geldmittel von rund 80.000 US-Dollar standen Anfang März bereit. Für gestaffelte Spendenbeiträge erhielt der Spender mindestens ein Vorab-Exemplar des neuen Albums (für 25 US-Dollar) bis hin zu einem persönlichen Hauskonzert von Jill Sobule (für 10.000 US-Dollar). Insgesamt wurden drei Hauskonzerte „erspendet“, wovon eines nach Aussagen von Jill Sobule in Deutschland stattfinden sollte.
Die Spendenaktion erregte großes Interesse der Fachpresse, da hierin ein weiterer Schritt in Richtung neuer Geschäftsmodelle für die Produktion und den Vertrieb von Musik gesehen wurde. Zudem erhöhten sich hierdurch die Unabhängigkeit der Künstlerin von Vorgaben durch Plattenfirmen und Produzenten sowie die Partizipation des Konsumenten am künstlerischen Schöpfungsprozess.